# Манастирица (Петровац)
Манастирица је насеље у Србији у општини Петровац на Млави у Браничевском округу. Према попису из 2022. било је 499 становника.

## Прошлост
Место је добило име по неком старом манастиру, чији су темељи у околини села, о којем се ништа не зна.
У месту су од друге половине 19. века постојале мушка и женска школа са два учитеља. Основна школа је 1883. године имала само први разред. Године 1896. ту је четвороразредна основна школа са укупно 64 ђака. Као учитељи радили су у Манастирици пожаревачкој следећи кадрови: Божидар Петрански заступник учитеља (приправник, 1883), Никодије Милорадовић учитељ и управитељ (1889-1891), супружници Живко и Катарина Јовановић (1892-1893), Милан Марковић (1889-1892), Милева Маџаревић и Живко Јовановић (1893-1894), Драгољуб Буквић (1895), супружници Стеван и Ангелина Илић (1895-1897), Ангелина Лукић (1896), супружници Миливоје и Катарина Ђорђевић (1897-1898); учитељ Милоје је 1898. постао члан Српског Пољопривредног друштва; супружници Ђорђе и Јелена Мићић (1899-1902), Јован Гојковић (1901), Петар Јовановић (по казни, 1902-1904), Даница Илић (Лешјанин, 1907), Јелена Мићић (опет 1907), супружници Антоније и Драга Тодоровић (1908), Михаило Јовановић (1907-1908), Живојин Стојановић (1908-1909), Радивоје Милојковић (1909), Радомир Поповић (1910), Данило Радивојевић (1910-1912), Василија Цветановић или Цветковић? (1912), Милосав Ђурић (1912), супружници Петар и Стојанка Катанић (1912), супружници Душан и Милева Кострешевић (1920),
Око 1900. године у Манастирици је било између 1000-1500 становника. У Кобиљској општини била су 1901. године села Кобиље и Манастирица. Међутим већ 1903. године одваја се Мастирица по жељи мештана, краљевским указом у засебну општину Манастиричку.
Иако место носи смерни назив, оно је након Првог светског рата постало озлогашено. Опасно су се нарушили међуљудски односи, па су избијање свађе и туче, све до убиства. Традиција хајдучије ту се још одржала, а разбојништва и пљачке су биле тема за новине. Ту су се до 1933. године догодила мучка убиства из заседе и освете - чак девет. Крајем јуна 1933. године убијен је током кишне ноћи из пушке бивши окружни посланик Милан Лазаревић.

## Демографија
У насељу Манастирица живи 613 пунолетних становника, а просечна старост становништва износи 44,2 година (43,2 код мушкараца и 45,0 код жена). У насељу има 241 домаћинство, а просечан број чланова по домаћинству је 3,10.
Ово насеље је углавном насељено Власима (према попису из 2002. године).
|  |

| Демографија | Демографија | Демографија |
| Година      | Становника  | Становника  |
| ----------- | ----------- | ----------- |
| 1948.       | 1.583       |             |
| 1953.       | 1.545       |             |
| 1961.       | 1.455       |             |
| 1971.       | 1.326       |             |
| 1981.       | 1.246       |             |
| 1991.       | 1.122       | 893         |
| 2002.       | 748         | 1.053       |
| 2011.       | 689         |             |

| Етнички састав према попису из 2002.‍ | Етнички састав према попису из 2002.‍ | Етнички састав према попису из 2002.‍ | Етнички састав према попису из 2002.‍ | Етнички састав према попису из 2002.‍ |
| ------------------------------------ | ------------------------------------ | ------------------------------------ | ------------------------------------ | ------------------------------------ |
|                                      |                                      |                                      |                                      |                                      |
| Власи                                | Власи                                |                                      | 516                                  | 68,98%                               |
| Срби                                 | Срби                                 |                                      | 154                                  | 20,58%                               |
| Румуни                               | Румуни                               |                                      | 23                                   | 3,07%                                |
| Југословени                          | Југословени                          |                                      | 6                                    | 0,80%                                |
| Македонци                            | Македонци                            |                                      | 3                                    | 0,40%                                |
| Мађари                               | Мађари                               |                                      | 1                                    | 0,13%                                |
| непознато                            | непознато                            |                                      | 12                                   | 1,60%                                |

| Година пописа     | 1948. | 1953. | 1961. | 1971. | 1981. | 1991. | 2002. |
| ----------------- | ----- | ----- | ----- | ----- | ----- | ----- | ----- |
| Број домаћинстава | 385   | 389   | 402   | 361   | 337   | 288   | 241   |

| Број чланова      | 1  | 2  | 3  | 4  | 5  | 6  | 7  | 8 | 9 | 10 и више | Просек |
| ----------------- | -- | -- | -- | -- | -- | -- | -- | - | - | --------- | ------ |
| Број домаћинстава | 56 | 65 | 26 | 30 | 31 | 22 | 11 | 0 | 0 | 0         | 3,10   |

| Пол    | Укупно | Неожењен/Неудата | Ожењен/Удата | Удовац/Удовица | Разведен/Разведена | Непознато |
| ------ | ------ | ---------------- | ------------ | -------------- | ------------------ | --------- |
| Мушки  | 304    | 67               | 204          | 30             | 3                  | 0         |
| Женски | 336    | 30               | 210          | 80             | 15                 | 1         |
| УКУПНО | 640    | 97               | 414          | 110            | 18                 | 1         |

| Пол    | Укупно                    | Пољопривреда, лов и шумарство | Рибарство                            | Вађење руде и камена | Прерађивачка индустрија       |
| ------ | ------------------------- | ----------------------------- | ------------------------------------ | -------------------- | ----------------------------- |
| Мушки  | 218                       | 208                           | 0                                    | 0                    | 3                             |
| Женски | 208                       | 201                           | 0                                    | 0                    | 1                             |
| УКУПНО | 426                       | 409                           | 0                                    | 0                    | 4                             |
| Пол    | Производња и снабдевање   | Грађевинарство                | Трговина                             | Хотели и ресторани   | Саобраћај, складиштење и везе |
| Мушки  | 0                         | 1                             | 3                                    | 1                    | 0                             |
| Женски | 0                         | 0                             | 2                                    | 1                    | 0                             |
| УКУПНО | 0                         | 1                             | 5                                    | 2                    | 0                             |
| Пол    | Финансијско посредовање   | Некретнине                    | Државна управа и одбрана             | Образовање           | Здравствени и социјални рад   |
| Мушки  | 0                         | 0                             | 1                                    | 0                    | 0                             |
| Женски | 0                         | 2                             | 0                                    | 0                    | 0                             |
| УКУПНО | 0                         | 2                             | 1                                    | 0                    | 0                             |
| Пол    | Остале услужне активности | Приватна домаћинства          | Екстериторијалне организације и тела | Непознато            | Непознато                     |
| Мушки  | 0                         | 0                             | 0                                    | 1                    | 1                             |
| Женски | 0                         | 0                             | 0                                    | 1                    | 1                             |
| УКУПНО | 0                         | 0                             | 0                                    | 2                    | 2                             |